# Dekanat lepelski
Dekanat lepelski – jeden z 11 dekanatów diecezji witebskiej na Białorusi. W jego skład wchodzi 8 parafii. 

## Lista parafii
| Lp | Miejscowość / parafia                                    | Proboszcz / administrator              | Kościół                                                 | Zdjęcie |
| -- | -------------------------------------------------------- | -------------------------------------- | ------------------------------------------------------- | ------- |
| 1  | Bieszenkowicze Parafia św. Apostołów Piotra i Pawła      | ks. Aleksander Piwowar (administrator) | Kościół św. Apostołów Piotra i Pawła w Bieszenkowiczach |         |
| 2  | Bliźnica Parafia Opatrzności Bożej                       | ks. Witalij Holec                      | Kościół Opatrzności Bożej w Bliźnicy                    |         |
| 3  | Czaśniki Parafia Przemienienia Pańskiego                 | ks. Mikołaj Lipski                     | Kościół Przemienienia Pańskiego w Czaśnikach            |         |
| 4  | Lepel Parafia św. Kazimierza                             | ks. Włodzimierz Zajączkowski           | Kościół św. Kazimierza w Leplu                          |         |
| 5  | Mikałajewa Parafia Zesłania Ducha Świętego w Mikałajewie | ks. Aleksander Piwowar                 | Kaplica Zesłania Ducha Świętego w Mikałajewie           |         |
| 6  | Nowołukoml Parafia św. Marii Magdaleny                   | ks. Mikołaj Lipski                     | Kościół św. Marii Magdaleny w Nowołukomli               |         |
| 7  | Ułła Parafia Trójcy Przenajświętszej                     | ks. Aleksander Piwowar                 | Kościół Trójcy Przenajświętszej w Ule                   |         |
|    | Kordon                                                   |                                        | Kaplica NMP Budsławskiej                                |         |
| 8  | Uszacz Parafia św. Wawrzyńca                             | ks. Witalij Holec (administrator)      | Kościół św. Wawrzyńca w Uszaczu                         |         |